# Amauris phaedone
Amauris phaedone är en fjärilsart som beskrevs av Jean Baptiste Godart 1819. Amauris phaedone ingår i släktet Amauris och familjen praktfjärilar. Inga underarter finns listade i Catalogue of Life.